# Gianluigi Trovesi
Gianluigi Trovesi (Nembro, 1944) è un sassofonista, clarinettista e compositore italiano.

## Biografia

### Gli esordi
Gianluigi Trovesi, nativo della provincia di Bergamo, si iscrisse al conservatorio del capoluogo dove studiò clarinetto e armonia, contrappunto e fuga con il maestro Vittorio Fellegara, diplomandosi nel 1966. Subito dopo diede il via a un'attività differenziata e multiforme, suonando in complessi di musica accademica, in orchestre da ballo, anche se la sua passione si orientò subito verso il jazz. Trovesi è infatti a tutt'oggi un jazzista polivalente: i suoi strumenti preferiti sono clarinetto e sassofono. In qualità di compositore, nel corso degli anni ha saputo trovare una sua cifra espressiva ben nota tra gli appassionati, mescolando il jazz in tutte le sue forme a suggestioni della musica folkloristica e popolare italiana, la prima conosciuta inizialmente nell'infanzia, trascorsa nelle valli bergamasche, la seconda appresa e filtrata nel corso della lunga pratica di suonatore da balera, che - a detta dello stesso artista - costituì una parte essenziale del suo apprendistato.

### Gianni Trovesi trio: la consacrazione
Nel 1977 iniziò la sua carriera da leader, come si dice in gergo jazzistico, fondando un trio con Paolo Damiani al basso e Gianni Cazzola alla batteria. Il primo LP pubblicato con questa formazione s'intitolava "Baghét" e uscì un anno dopo la creazione del gruppo. I riconoscimenti furono immediati: il disco ricevette il Premio della Critica Discografica italiana. Contemporaneamente Trovesi vinse il primo premio nel Concorso Nazionale per Sassofono e Clarinetto, ed entrò a far parte della Big band della RAI di Milano come primo alto e primo clarinetto. Nel corso del decennio degli ottanta, Trovesi vinse per due volte il referendum "Top Jazz" indetto tra i lettori della prestigiosa rivista specializzata "Musica Jazz": il primo nel 1985 per il suo album "Dances", e il secondo nel 1988 come miglior musicista jazz italiano dell'anno.

### Con l'ottetto alla ricerca di nuove sonorità
All'inizio degli anni novanta Trovesi fondò anche un suo ottetto, con il quale intraprese un'esplorazione del repertorio popolare dell'intera Europa, che andò ad affiancarsi all'ormai consolidato rapporto con la reinterpretazione del folklore italiano. Il primo album dell'ensemble, From G To G mieté allori anche all'esterno del mondo degli appassionati: vinse il referendum Top Jazz come miglior disco e Trovesi come miglior musicista di jazz italiano e l'album venne insignito del riconoscimento di "miglior disco" nel referendum della rivista Musica e Dischi. Nel corso del decennio Trovesi, con il suo ottetto, i suoi album o singolarmente, risultò ancora per tre volte al vertice della classifica Top Jazz.

## Riconoscimenti
Alcune delle più importanti orchestre jazz europee lo hanno invitato, come direttore, per eseguire concerti basati su sue composizioni: WDR Big Band di Colonia (Germania), con cui ha realizzato "Dedalo" (2001-2002); Orchestra Internazionale di Guimarães (Portogallo, 2003); Bergen Big Band (Norvegia, 2004). Il Barga Jazz Festival, specializzato nell'arrangiamento per orchestra jazz, ha dedicato nel 2001 un'intera edizione a lui e alle sue musiche. Nello stesso anno l'allora presidente della Repubblica, Ciampi lo insignì
dell'onorificenza di "Ufficiale della Repubblica Italiana" per meriti artistici.
Trovesi è stato oggetto anche di due tesi di laurea:
- "Gianluigi Trovesi: l'identità, la creatività il jazz di uno dei protagonisti della "musica attuale" italiana" (Dott. Luigi Sforza, Relatore Prof. Giampiero Cane, DAMS di Bologna, a.a. 1998/99)
- "Gianluigi Trovesi: Ein Musiker im Spannungsfeld Zwischen Jazz, imaginärer Folklore und Alter Musik" (Dott.ssa Annette Maye, Relatore Prof. Claudio Puntin, Hochschule für Musik Köln, S.S. 2004)

## Discografia

### Come Leader
- Baghet (1978)- Dischi della Quercia Q28008, (Trio con P. Damiani, G. Cazzola)
- Cinque piccole storie (1980) - Dischi della Quercia Q28010 (Trio con P. Damiani, G. Cazzola)
- Dances (1985) - Red Records RR123181-2-2, (Trio con P. Damiani, E .Fioravanti)
- Les Boites a Musique (1988) Splasc(h) Records CDH152-2, (Trio con T. Tononi, L. Mirto)
- From G To G (1992) Soul Note SN121231-2 (Octet)
- Dances and Variations (1980-93) - Musica Jazz 1907-1994
- Les hommes armes (1996) Soul Note SN121311-2,  (Octet)
- Around Small Fairy Tales (1988) - Soul Note SN121341-2 (con l'Orch. da camera "Enea Salmeggia" dir. B. Tommaso)
- Round About A Midsummer's Dream (1999) - Enja ENJ9384 (Nonet)
- Dedalo (2001) - Enja ENJ9419 2003 (con la WDR Big Band di Colonia)
- Fugace (2002) - ECM (Octet) (reg. in studio a Milano 06/2002)
- Profumo di Violetta (2008)- ECM (Orch. Fiati Filarmonica Mousikè Gazzaniga) (reg. al teatro "Serassi" di Villa d'Almè BG)
- Mediterraneamente (2018) - Dodici Lune (Quintet)

### Coleader
- Freres Jacques_ Round About Offenbach (2011) - ECM (duo con Gianni Coscia)

- Vaghissimo Ritratto, con Umberto Petrin, Fulvio Maras,(reg. Udine 12-2005),ECM 1983, 2007
- Round about weill, con Gianni Coscia, (reg. Zurigo 07-2004), ECM 1907
- In cerca di cibo, con Gianni Coscia, (reg. Zurigo 02-1999), ECM 1703
- Euro a special European Jazziz on disc, AA.VV. G Trovesi (Dances for a King), (reg.01-98)
- Bath live! BBC Broadcast Highlights from the 1995 and 1996 Bath international Music Festival, con Gianni Coscia (Tanghesi e Hercab), BFT00097, 1997
- Colline, con Riccardo Tesi, Patrick Vaillant,(reg. Waimes 06-1994), Sylex Y225048
- Radici, con Gianni Coscia, (reg. Perugia 04-1994), Egea SCA050
- Let, con Giancarlo Schiaffini, Fulvio Maras, (reg. Milano il 5-6 gennaio 1992), Splasc Records CDH429-2, 1992
- Shock!, con Andrea Centazzo, (reg. Bologna 12-1984), Ictus Records 0016
- Roccellanea, con Paolo Damiani, (reg. Roma 12-1983), Ismez Polis IP26001
- Konzert in der Kunstalle Bern, Kowald Trio, (reg.Freitag (CH) il 14-8-81), Alle Rechte Vorbehalten 30-771
- The family, The Wuppertal Workshop Ensemble, (reg. Wuppertaler 7-9-1980), FMP Records 0940
- You better flay away, Clarinett Summit Live, (reg. Berlino tra il 26-30 nov 1979), MPS0068-251
- Secret point, con Conny Bauer, (reg. Stoccolma il 14-8-1979), Dragon DRLP21
- Momenti di jazz al Capolinea, AA.VV., (reg. Milano 09-1975), J II 3

### Sideman
- Franco Cerri - Querce, platani e cerri, PDU PLD A 6035 (reg. Milano 1975)
- Franco Cerri - From cathetus to Cicero, Malobbia CM001 (reg. Milano 1975)
- Franco Cerri - Limen, Malobbia CM002 (registrato a Milano nel 1975)
- Giorgi Gaslini - La salute non si vende, (colonna sonora), C.I.C.A. Num. 1 (reg. Milano nel 1976)
- Madrugada - Incastro,  (reg. Milano nel 1976), Philips 6323 046A
- Giorgio Gaslini Sextet - Free action,(registrato a Milano il 7 ottobre 1977),  Dischi della Quercia Q28003
- Giorgio Gaslini Sextet - Graffiti, Dischi della Quercia 2Q28005 (reg. Milano 22-11-1977)
- ICP orchestra - Live in Soncino, (reg. Soncino nel 1979), Ad Lib ICP022
- Giorgio Gaslini - Live at public theatre in New York, (reg. New York 04-1980), Dischi della Quercia 2Q28009
- Andrea Centazzo - Cjant. concerto per piccola orchestra, Ictus Records 0023/24 (registrato a Udine il 10 giugno 1983)
- Paolo Damiani - Flaschback, Ismez Polis IP26002 (reg. Roccella Jonica 08-1982 e a Roma tra marzo e dicembre 1983)
- Dino Betti van Deer Noot - Here comes springtime, Soul Note SN1149 (regi. Milano 1986)
- Dino Betti van Deer Noot - They cannot know, Soul Note SN1199 (reg. Milano 1986)
- Paolo Damiani - Poor memory, Splasc(h) Records HP07 1987 (reg. Atina 07-1987)
- Nexus - Going fot the magic, Splasc(h) Records HP13 (reg. Milano09-1987)
- Mario Schiano - Benefit concert, (reg. Roma 10-3-1989), Splasc(h) Records HP20
- Gianni Coscia - La briscola, (reg. Roma 1989) Phrases 21 74214
- Mina - CaterpillarVol 1/2, (reg. Lugano 1981) PDU CD300018
- Nexus - The prescher & the gost, (reg. Milano11-12/5/1991) Splasc(h) Records CDH349-2 1991
- Enrico Intra - The blues, Sony Columbia 1991
- Paolo Fresu Sextet - Ossi di seppia,(reg. Milano 05-1991) Splasc(h) Records CDH350-2 1991
- Giorgio Gaslini - Masks, (reg. Milano, 03-1990; Roccella Jonica, 1-9-90; Milano, 03-1991; Noci 06-1991) Soul Note/Musica Jazz SNMJ002-2
- Italian Instabile Orchestra - Live in Noci and Rive de Gier, (reg. Noci il 30-6-91 e a Rive de Gier il 24-1-92) Leo Records CD LR 182
- Giancarlo Schiaffini - About monk, Penta flowers CDPIA025 (reg. Milano 04-1992)
- Tiziana Ghiglioni - Sonb, (reg. Milano tra marzo e maggio 1992) Splasc(h) Records CDH370-2 1992
- Roger Rota - This one's for, Le Parc High tide 505-2 (reg. Bergamo 10-1992)
- Paolo Damiani – Eso, (reg. Roma 06-1993), Splasc(h) Records CDH404-2 1994
- I Dischi del Club Tenco -  Il bandino,  (reg. Milano 06-1993), 518 555-2 Gianni Coscia, ddd 74321-16354
- AA.VV. - Il volo di Volodja, 15 canzoni per Vladimir Vysostskij, (reg. Milano 1993)
- Tiziana Ghiglioni - Tiziana Ghiglioni canta Luigi Tenco, (reg. Milano il 4-12- 1993), Philology W60
- Paolo Fresu Sextet - Ensalada mistica, (reg. Milano 05-1994) Splasc(h) Records CDH415-2, 1994
- Nexus - Free Spirits , Splasc(h) Records CDH421-2 1993 (registrato a Milano tra L'aprile e il maggio 1994)
- Enrico Rava - Rava electric five, (reg. Milano il 29-30 settembre 1994), Soul Note 121214-2
- Italian Instabile Orchestra -Skies of Europe, (reg. Firenze 05-1994) 15 43   527 181-2
- Enrico Rava - Rava/Carmen, (reg. Santemo il 14-16 maggio 1995), Label Bleu LBLC6579HM83
- Guido Manusardi - The village fair,(reg. Milano il 10-12 ottobre 1996) Soul Note SN 121331
- Italian Instabile Orchestra - Europeans Concerts '94-'97, (reg. 1994/95: Roma, 10-1995; Ruvo di Puglia, 09-1996; Willisau, 09-1996; Oporto, 11-1996; Parigi, 1997), jAZZ NLJ0968
- Gianni Coscia - La bottega,(reg. Perugia) Egea SCA066, 1998
- Nexus - We stil have a vision, Splasc(h) Records CDH657/658-2, 1998 (reg. Milano 12-1997, 02-1998)
- Italian Instabile Orchestra - Litania sibiilante, ENJA ENJ9405,2000
- Marco Remondini - Nivola, Asymmetrique, 2002
- Christina Pluhar - All'improvviso – Ciaccone, Bergamache, e un po' di Follie, (reg. Parigi tra il 11-2003 e 01-2004), Alpha 512
- Filarmonica di Sampierdarena - Incontri – (reg. Genova il 16-4-04)
- Enrico Intra - Le case di Berio, Raitrade, 2005
- Nicola Arigliano - I swing ancora!, (reg.Terni il 26-10-2002), NUN 0154252, 2005
- Nathalie Loriers - Chemins Croises , (reg. Genk (Belgio) il 16-18 maggio 2006), W.E.R.F. 055, 2006
- Banda Cittadina di Clusone - Sorgente sonora, (reg. Clusone Jazz 2005), ZDM 0504, 2006
- Luigi Cinque - Sacra koncert, Radio Fandango, 2006
- Enrico Intra - I Like monk, Raitrade, 2006
- Dino Betti Van Der Noot - Ithaca Ithaki, Soul Note 121399-2, 2006 (reg. Cascina-Pi- 2003)
- Mariano Deidda - Deidda canta Pavese (2011)
- Clarinet Summit, Jazzwerkstatt, Ottobre 2017.

## Filmografia

### Documentari
- Il cortile della musica (The Music Court), regia di Sergio Visinoni (2010)